# Ziban (Syria)
Ziban (arab. ذيبان) – miasto w Syrii, w muhafazie Dajr az-Zaur. W 2004 roku liczyło 9000 mieszkańców.